# Evangelische Kirche Frankenhain (Berkatal)

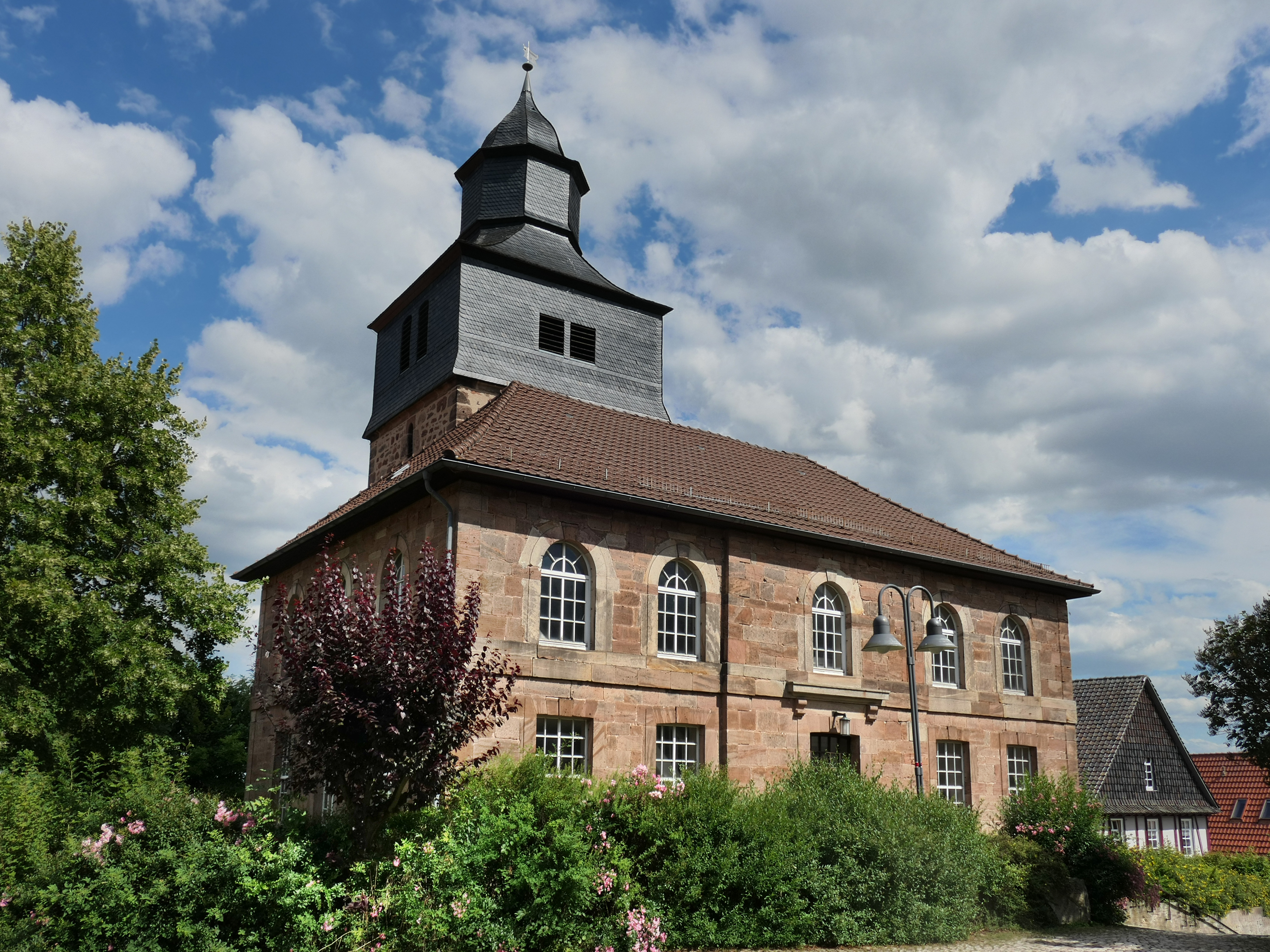
Die Kirche von Westen

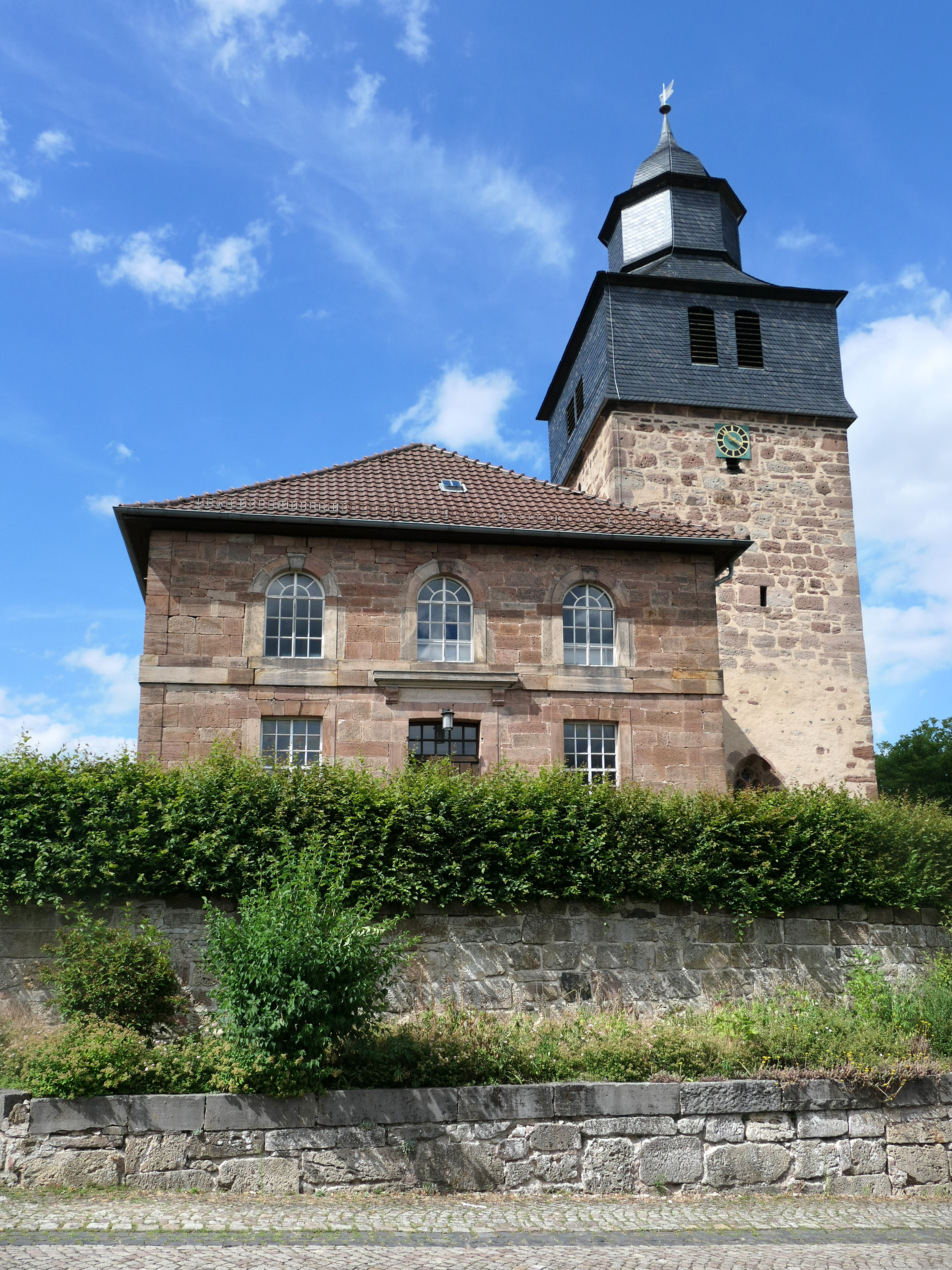
Die südliche Seite, von der Schulstraße aus gesehen

Die auf erhöhter Stelle in der Ortsmitte stehende Evangelische Kirche Frankenhain ist ein denkmalgeschütztes Gebäude im Ortsteil Frankenhain der Gemeinde Berkatal im nordhessischen Werra-Meißner-Kreis. Das Erscheinungsbild der Kirche bestimmt der frühgotische Chorturm, der den im Jahr 1838 angefügten Quersaal deutlich überragt. Die Kirchengemeinde Frankenhain bildet mit den Gemeinden von Hitzerode, Frankershausen, Wolfterode und Wellingerode das Kirchspiel Berkatal-Meißner 2. Gemeinsam mit den vier Kirchengemeinden Abterode, Alberode, Germerode und Vockerode des Kirchspiels Berkatal-Meißner 1 gehören sie zu einem sogenannten Großkirchspiel innerhalb der Evangelischen Kirche von Kurhessen-Waldeck im Sprengel Kassel.

## Geschichte
Frankenhain ist erstmals in der Mitte des 14. Jahrhunderts als „Franckinhein“ urkundlich erwähnt worden. Der Ort, ursprünglich überwiegend durch Landwirtschaft geprägt, verdankt seinen wirtschaftlichen Aufschwung im 17. und 18. Jahrhundert der Nähe zur Saline in Sooden und der Freigabe des Salzhandels. Hiervon zeugen noch heute die stattlichen Hofanlagen, die sich die ansässigen Fuhrleute östlich der Kirche im Verlauf der Meißnerstraße erbauten. Die großen Keller in ihren Häusern waren für die Lagerung des Weines bestimmt, den die Fuhrhändler nach der Veräußerung des Salzes auf ihrer Rückreise von Rhein und Mosel zum Verkauf im Werraland mitbrachten. Im 19. Jahrhundert wurden der Bergbau und die Schmelztiegelproduktion die hauptsächlichen Erwerbsquellen.
Im Rahmen der hessischen Gebietsreform wurde Frankenhain am 31. Dezember 1971 mit anderen Dörfern zur neu gebildeten Gemeinde Berkatal zusammengeschlossen, deren Ortsteil Frankenhain seitdem ist.

## Kirchengebäude
Zu den ältesten erhaltenen Teilen der Kirche gehört der quadratische, im Kern frühgotische Chorturm, der auch als Glockenturm dient. Er wurde im 13. Jahrhundert mit dem Bau der Kirche errichtet. Das Mauerwerk des Untergeschosses ist vermutlich noch aus dieser Zeit. Der Oberbau sowie die Maßwerkfenster und das Kreuzrippengewölbe des Chorraumes entstanden in der ersten Hälfte des 15. Jahrhunderts. In den Jahren von 1995 bis 2006 wurde der Turm aufwendig saniert, nachdem er drohte instabil zu werden. Dabei wurde auch das Dach neu eingedeckt und die Turmspitze ausgetauscht.
Das blockhafte Kirchenschiff wurde in dem Jahr 1838, größer als der Vorgängerbau, nach den Plänen Johann Friedrich Mattheis (* 1790; † 1874) angefügt. Matthei der nach der kurhessischen Verwaltungsreform Landbaumeister für die Kreise Eschwege und Witzenhausen wurde, war zuständig für öffentliche Bauten, für die er Entwürfe zeichnete und die Bauausführung beaufsichtigte und kontrollierte. Für das Äußere des quergelagerten Schiffes in Frankenhain, das aus unverputztem rötlichen Sandstein errichtet wurde und von einem Walmdach bedeckt wird, benutzte er Merkmale des Klassizismus, wie die Betonung der Mitte der Eingangsseite durch einen aus der Mauerflucht vorspringendem Risalit. Die nach Westen orientierte Hauptfassade und die Seitenwände wurden mit großen Fenstern versehen. In der zweigeschossigen Anordnung, die von einem umlaufenden Gesimsband geteilt wird, besitzen die Fenster im Obergeschoss einen Rundbogen, im Untergeschoss werden die Fenster geradlinig geschlossen.

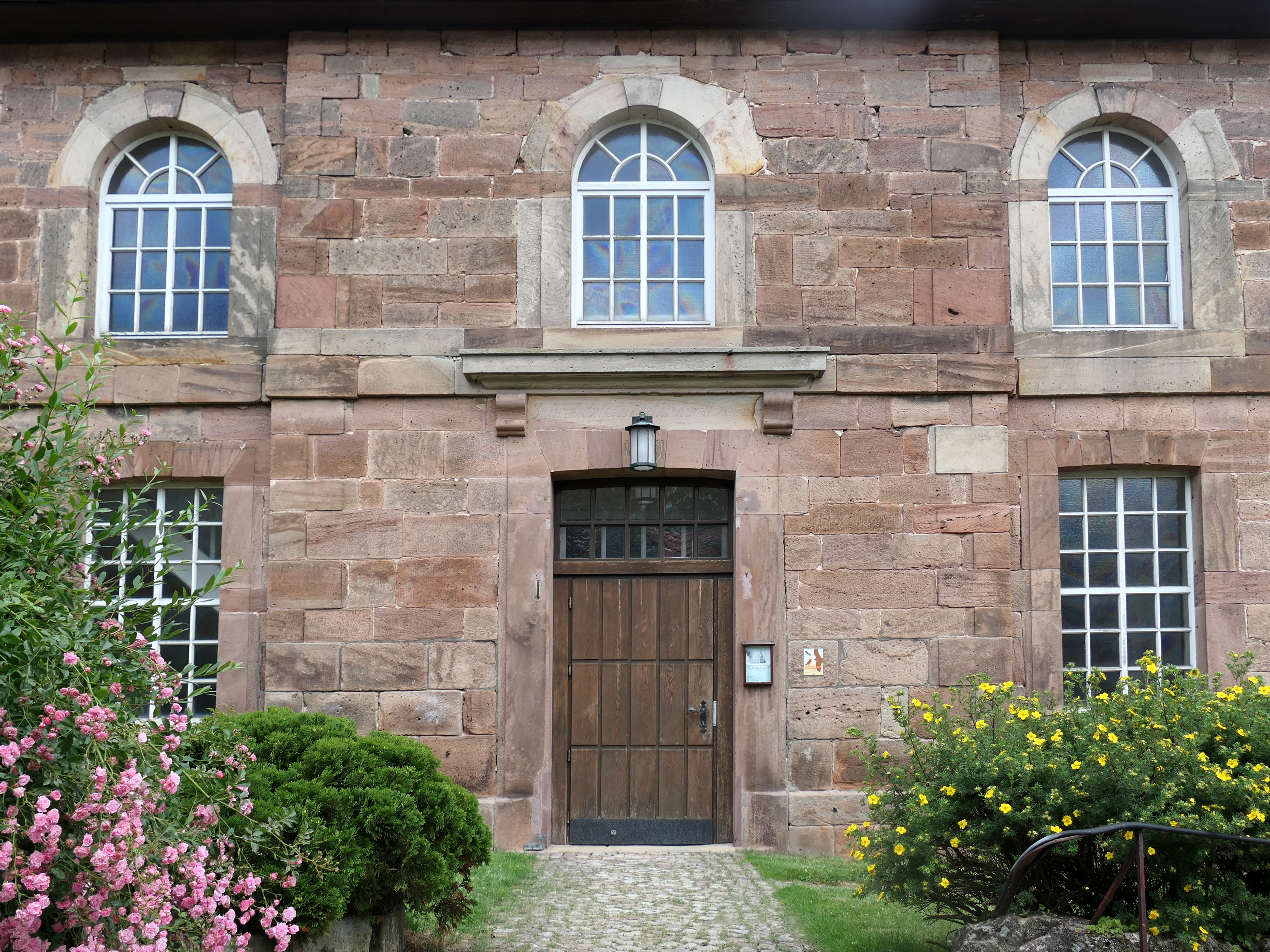
Die Hauptfassade auf der westlichen Seite
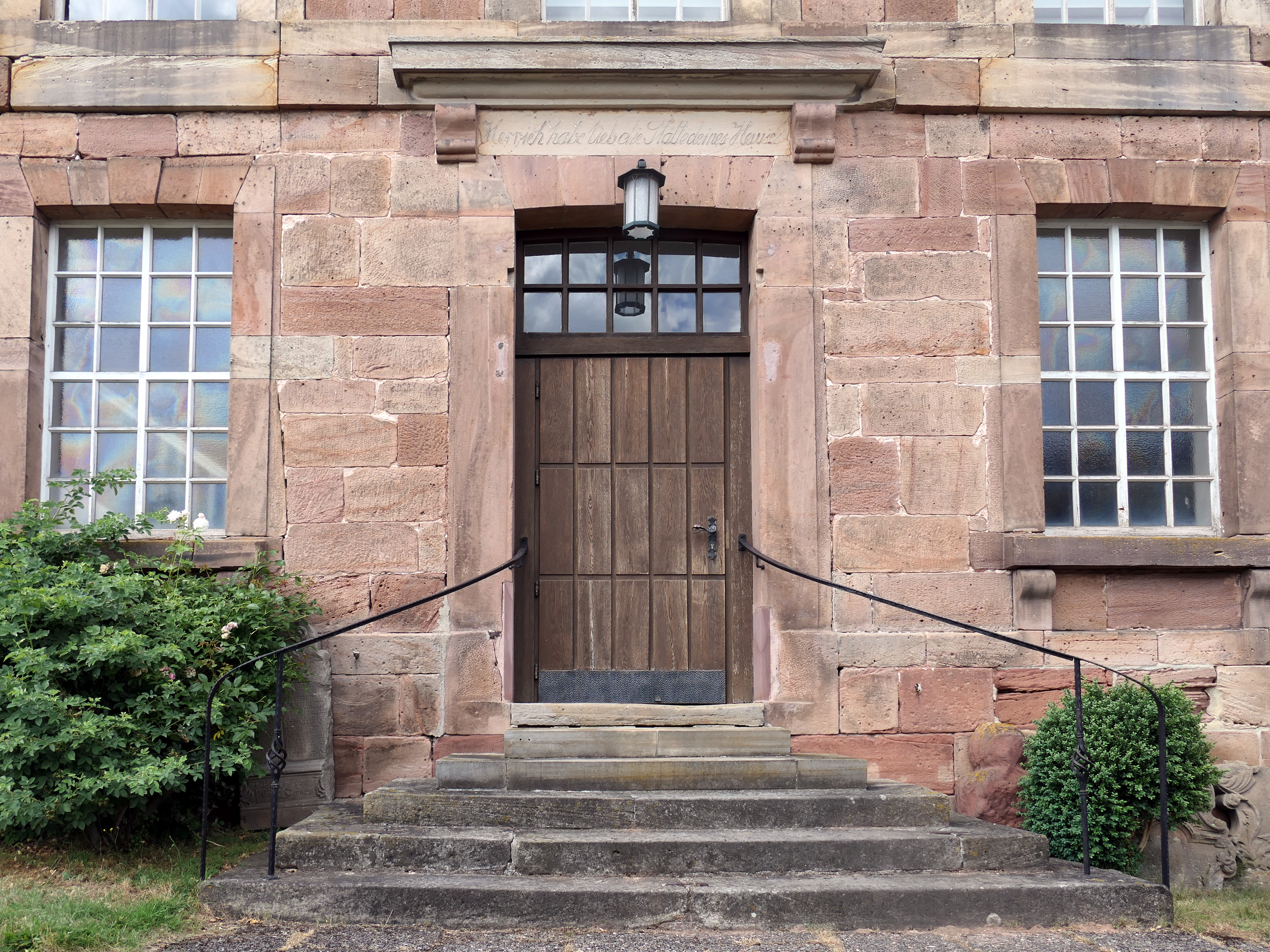
Südportal

## Kircheninneres
Für das Innere entwarf Matthei einen schlichten quergelagerten Saal, der in der ersten Hälfte des 19. Jahrhunderts den Anforderungen an eine auf die Wortverkündigung ausgerichteten protestantischen Kirche entsprach. Nach dem reformierten Verständnis, in der die Predigt im Zentrum des Gottesdienstes steht, erheben sich die Kanzel und der Altar vor dem Chor in der Mitte des Raumes. Das Gestühl wurde auf Kanzel und Altar ausgerichtet. Zu den umgesetzten Stilmerkmalen von Mattheis Entwürfen gehören auch die helle Farbgebung und große Fenster, die dem unteren Hauptraum und der dreiseitig umlaufenden Empore reichlich Licht spenden.
Durch einen Triumphbogen öffnet sich der Chorbereich in den Saal und gibt den Blick frei auf Wandmalereien, die in der Mitte des 15. Jahrhunderts entstanden sein sollen. Bei Renovierungsarbeiten in den 1950er Jahren wurden sie wiederentdeckt. Vermutlich sind sie in den Regierungsjahren des Landgrafen Moritz von Hessen-Kassel übertüncht worden, als alle verbliebenen Bildwerke aus vorreformatorischer Zeit in den Kirchen beseitigt werden mussten. An den Wänden werden Szenen aus dem Leben Christi gezeigt, in den Fensterlaibungen Heilige und auf dem Gewölbe sind die geflügelten Symbole der Evangelisten Matthäus, Markus, Lukas und Johannes zu sehen. Dazu Rankenwerk und Sternmuster.
Zu den besonderen Ausstattungsstücken der Kirche gehören der Taufstein aus dem 16. Jahrhundert und die von Johann Wilhelm Schmerbach dem Jüngeren erbaute Orgel aus dem Jahr 1843.

## Glocken
In der Glockenstube des Turms befinden sich zwei Bronzeglocken, von denen die älteste im Jahr 1510 gegossen wurde. Sie soll rund 850 Kilogramm schwer sein und trägt auf Latein die Inschrift: „Im Jahre des Herrn 1510 am zweiten Feiertag Peter und Paul – Heiliger Johannes bitt’ für uns – Heilige Maria“. Als Schlagton ist fis angegeben. Sie läutet mit einer kleineren, rund 450 Kilogramm schweren Glocke, die seit 1987 hängt. Sowohl im Ersten als auch im Zweiten Weltkrieg musste je eine Glocke abgegeben werden, die eingeschmolzen wurde. Von den Zweiergeläuten blieb in dieser Zeit nur eine Glocke hängen, die nicht nur zum Gottesdienst rief, sondern auch für Warnung vor Gefahren wichtig war. Die Vorgängerin der kleinen Glocke, die nach dem Zweiten Weltkrieg eigentlich nur als Provisorium angeschafft wurde, dann aber doch mehr als 30 Jahre lang im Turm hing, ist im Kirchenraum aufgebaut und ist dort mit einem alten Holzjoch, das zur Glockenaufhängung diente, zu sehen.

## Denkmalschutz
Wegen ihrer geschichtlichen, künstlerischen, und städtebaulichen Bedeutung wird die Dorfkirche als ein Kulturdenkmal geschützt. Sie ist Teil der Gesamtanlage Frankenhain, zu der fünf verschiedene Komplexe gehören. Die Kirche wird mit dem benachbarten Anger dem historischen Ortskern zugeordnet. Teile der dortigen Bebauung reichen bis in das frühe 17. Jahrhundert zurück. Als eine Besonderheit betrachtet wird die an Kirche und Anger vorbeiführende Meißner Straße. An ihr reihen sich Hofanlagen aneinander, deren Wohnhäuser in zum Teil repräsentativer Fachwerkarchitektur mit hervorgehobenen Schmuckformen in der zweiten Hälfte des 18. Jahrhunderts von einheimischen Fuhrhändlern erbaut wurden. Mehrere stattliche Hakenhöfe aus der Mitte des 19. Jahrhunderts befinden sich im nördlichen, aus dem Ort führenden Abschnitt der Meißner Straße. In ihrer Nähe hat sich in der Wiesenstraße eine Ansammlung von Tagelöhnerhäusern und Kleinbauernstellen aus dem späten 18. und frühen 19. Jahrhundert erhalten. Mit in die Gesamtanlage einbezogen wurde auch die Bebauung der Gartenstraße, deren rückseitiger Scheunengürtel die Ortssilhouette prägt. Im Denkmalverzeichnis des Landes Hessen hat die Kirche die Nummer 37821 und die Gesamtanlage Frankenhain die Nummer 37818.